# Buduslău
Buduslău (Érbogyoszbó en hongrois) est une commune roumaine du județ de Bihor, en Transylvanie, dans la région historique de la Crișana et dans la région de développement Nord-Ouest.

## Géographie
La commune de Buduslău est située dans le nord du județ, dans la plaine de la Barcău, à 10 km au nord-ouest de Marghita et à 60 km au nord d'Oradea, le chef-lieu du județ.
La municipalité est composée des deux villages suivants, nom hongrois, (population en 2002) :
- Albiș, Albis (965) ;
- Buduslău, Érbogyozsló (1 004), siège de la commune.

## Histoire
La première mention écrite du village de Buduslău date de 1552 sous le nom de Bogyozló. Le village d'Albiș est mentionnée dès 1333 sous le nom d'Alba.
La commune, qui appartenait au royaume de Hongrie, en a donc suivi l'histoire. Au XIIIe siècle, le village est détruit par les Tatars mais il est repeuplé par des colons saxons sous le règne de Béla IV. 
Après le compromis de 1867 entre Autrichiens et Hongrois de l'empire d'Autriche, la principauté de Transylvanie disparaît et, en 1876, le royaume de Hongrie est partagé en comitats. Buduslău intègre le comitat de Bihar (Bihar vármegye).
À la fin de la Première Guerre mondiale, l'Empire austro-hongrois disparaît et la commune rejoint la Grande Roumanie au traité de Trianon.
En 1940, à la suite du deuxième arbitrage de Vienne, elle est annexée par la Hongrie jusqu'en 1944. Elle réintègre la Roumanie après la Seconde Guerre mondiale au traité de Paris en 1947.
C'est à Buduslău qu'est créée en 1949 la première coopérative agricole du județ.

## Politique
| Période                                  | Période  | Identité            | Étiquette | Qualité |
| ---------------------------------------- | -------- | ------------------- | --------- | ------- |
| Les données manquantes sont à compléter. |          |                     |           |         |
|                                          | 2012     | Gyula-József Gáspár | UDMR      |         |
| 2012                                     | 2016     | Mihaly Vékony       | UDMR      |         |
| 2016                                     | En cours | István Kocza        | UDMR      |         |

| Parti | Parti                                           | Sièges |
| ----- | ----------------------------------------------- | ------ |
|       | Union démocrate magyare de Roumanie (UDMR)      | 7      |
|       | Parti national libéral (PNL)                    | 1      |
|       | Parti populaire hongrois de Transylvanie (PPMT) | 2      |
|       | Indépendant                                     | 1      |

## Religions
En 2002, la composition religieuse de la commune était la suivante :
- Réformés, 95,17 % ;
- Catholiques romains, 2,28 % ;
- Chrétiens orthodoxes, 1,57 % ;
- Baptistes, 0,55 % ;
- Grecs-Catholiques, 0,40 %.

## Démographie
En 1910, à l'époque austro-hongroise, la commune comptait 2 137 Hongrois (99,81 %) et 3 Roumains (0,14 %).
En 1930, on dénombrait 2 210 Hongrois (94,81 %), 69 Roumains (2,96 %), 28 Tsiganes (1,20 %) et 12 Juifs (0,51 %).
En 1956, après la Seconde Guerre mondiale, 2 520 Hongrois (96,81 %) côtoyaient 78 Roumains (3,00 %).
En 2002, la commune comptait 1 861 Hongrois (94,51 %), 77 Roms (3,91 %) et 28 Roumains (1,42 %). On comptait à cette date 800 ménages et 670 logements.
| 1880  | 1890  | 1900  | 1910  | 1920  | 1930  | 1941  | 1956  | 1966  |
| ----- | ----- | ----- | ----- | ----- | ----- | ----- | ----- | ----- |
| 1 675 | 1 848 | 2 098 | 2 141 | 2 133 | 2 331 | 2 341 | 2 603 | 2 511 |

| 1977  | 1992  | 2002  | 2007  | - | - | - | - | - |
| ----- | ----- | ----- | ----- | - | - | - | - | - |
| 2 286 | 2 075 | 1 969 | 1 937 | - | - | - | - | - |

## Économie
L'économie de la commune repose sur l'agriculture.

## Communications

### Routes
Buduslău est située sur la route régionale DJ191F qui la relie à Marghita au sud-est et à Otomani et à la DN19 Oradea-Satu Mare au nord-ouest.

## Lieux et monuments
- Buduslău, église réformée datant du XIIIe siècle, remaniée au XVIIIe siècle[6] ;
- Albiș, église réformée datant du XVe siècle[6].